# One Love Peace Concert
Le One Love Peace Concert est un concert (enregistré) de reggae qui s'est déroulé le 22 avril 1978 au stade de Kingston, en Jamaïque. La date coïncide avec le douzième anniversaire de la visite officielle de Haïlé Sélassié Ier en Jamaïque. Les artistes avaient pour but de mettre fin à la guerre civile que subissait le pays. Lors de ce concert, Bob Marley joignit les mains de Michael Manley et de Edward Seaga, deux opposants politiques.
Seize des plus grands chanteurs et groupes de reggae étaient présents. Par ordre d'apparition :
- The Meditations
  - Live It Up
  - Woman Is Like A Shadow
- Althea and Donna
  - Uptown Top Ranking
- Dillinger
  - Natty Dread BSc
  - The War Is Over
  - Eastman Skank
- The Mighty Diamonds
  - Keep On Moving
  - There's No Me Without You
  - I Need A Roof
- Junior Tucker
  - Happy
  - Mrs Melody
- Culture
  - Natty Never Get Weary
  - Natty Dread Taking Over
  - Stop This Fussing & Fighting
- Dennis Brown
  - Children of Israel
  - Love Me Always
  - Milk & Honey
  - Whip Them Jah
  - If You Ever Leave Me
- Trinity
  - Who Say They A Gone
  - Already
  - Yabby You Sound
- Leroy Smart
  - Ballistic Affair
- Jacob Miller et Inner Circle
  - Forward Jah Jah Children
  - I'm A Natty
  - Discipline Child
  - Shakey Girl
  - Top Ranking Special
  - Tired Fe Lick Weed
  - Peace Treaty Special
- Big Youth
  - I Pray Thee
  - Every Nigger Is A Star
  - In This Ya Time
  - House of Dreadlocks
  - Isiah The First Prophet Of Old
  - Peace At Last
  - Old Man River
  - Hit The Road Jack
- Beres Hammond
  - Smile
  - I Miss You
  - One Step Ahead
- Peter Tosh
  - Igziabeher
  - 400 Years
  - Stepping Razor
  - Burial
  - Equal Rights
  - Legalize It
  - Get Up, Stand Up
- Ras Michael and the Sons of Negus
  - Ethiopian National Anthem
  - None A Jah Jah Children No Cry
  - Come Down
  - In A Amagideon
  - A New Name Jah Got
- Bob Marley and The Wailers
  - Lion of Judah
  - Natural Mystic
  - Trenchtown Rock
  - Natty Dread
  - Positive Vibration
  - War
  - Jamming
  - One Love / People Get Ready
  - Jah Live

## Dans la culture
- Il était une fois en Jamaïque, de Loulou Dédola et Luca Ferrara paru en 2023 aux éditions Futuropolis a comme toile de fond le concert et le retour de Marley en Jamaïque.